# 布魯諾·佩雷林哈
布魯諾·佩雷林哈（葡萄牙語：Bruno Pereirinha；1988年3月2日—）是一位葡萄牙足球運動員，在場上的位置是中場。他現在效力於巴西足球甲級聯賽球隊帕拉尼恩斯。他也代表葡萄牙國家足球隊參賽。